# Матанги
Матанги (фидж. Matagi Island) — остров в Фиджи. Административно входит в состав провинции Такаундрове.

## География
Матанги представляет собой небольшой вулканический остров, расположенный к северу от острова Нгамеа и примерно в 10 км к востоку от острова Тавеуни. Омывается водами Тихого океана. Площадь острова составляет 0,97 км². Рельеф относительно неровный; высшая точка достигает 130 м. С юго-западной стороны Матанги окружён окаймляющим рифом. Климат влажный тропический. Покрыт густой растительностью, среди которой преобладают кокосовые пальмы.

## История
Матанги является частным владением и находится уже в течение нескольких поколений в собственности Дугласов, фиджийской семьи, имеющей шотландские корни. С 1988 года на острове активно развивается туризм.

## Население
Остров необитаем (2007).